# مسابقة الروربوتيكا العالمية فيرست ليغو
مسابقة الروربوتيكا العالمية فيرست ليغو "بالإنجليزية: FIRST LEGO LEAGUE “ ، هي مسابقة عالمية و برنامج تعليمي دولي يقام كل سنة و تشارك فيه أكثر من 110 دولة من حول العالم تشترك فيه شركة FIRST بالتعاون مع شركة ليجو " بالانجليزية : LEGO ” 
نشأت هذه المسابقة والمبادرة على يد المخترع الشهير " دين كامين " في عام 1989  و من قبل المؤسسة الأمريكية FIRST (للإلهام والاعتراف بالعلوم والتكنولوجيا) وشركة LEGO
وقد وصلت هذه المبادرة الى أكثر من 2.5 مليون مشارك من الشباب وقد أقيم أكثر من 3,700 حدث
ترافق FIRST LEGO League، بعروضها الثلاثة "الاكتشاف والاستكشاف والتحدي"، الطلاب وتلهمهم على مدار عدة سنوات ولها تأثير دائم على مهارات العلوم والتكنولوجيا والهندسة والرياضيات (STEM) والعمل الجماعي ومهارات الاتصال.
- الاكتشاف ( Discover )  الأعمار 4 حتى 6
- [1]الاستكشاف ( Explore ) الأعمار 6 حتى 10
- التحدي  (Challenge ) الأعمار 9 حتى 16   *قد تتغير حسب الدولة

تتنافس الفرق والمشاركين في هذه المسابقة على العديد من المجالات والجوائز وهم أكثر من ٢٠ جائزة ومراكز مختلفة بحسب المجال .
يتوج كل موسم من مواسم FIRST LEGO League باحتفال حيث تستعرض الفرق ما تعلمته واخترعته، وفي أحد الأقسام  ، تتنافس مع الروبوتات الخاصة بها. تحصل بعض الفرق على دعوة لحضور مهرجان FIRST LEGO League العالمي كجزء من بطولة FIRST، حيث تلتقي فرق من جميع أنحاء العالم وتتنافس.
يتطوع العديد والعديد من الأجيال في العمل بهذه المبادرة ، للتنظيم او غيره من الاعمال
فتختلف مواعيد المسابقات بحسب الدولة التي تقام بها , وتختلف المواضيع من سنة إلى أخرى حيث يتم كل سنة اختيار موضوع معين تتمحور حوله المسابقة في كل الدول ، وقد تختلف بعض القوانين من عام لآخر !
يلهم برنامج First الشباب ليكونوا قادة ومبتكرين في مجال العلوم والتكنولوجيا من خلال إشراكهم في تحديات وبرامج مثيرة تحفز الشباب أكثر للعمل
والتي تعتمد على بناء مهارات العلوم ،الهندسة ، والتكنولوجيا ، والتي تلهم الإبتكار وتعزز القدرات الحياتية الشاملة بما في ذلك الثقة بالنفس ،التواصل والقيادة .
وتساعد المبادرة الشباب على بناء مستقبل أفضل حيث يريدون الانتماء .
حيث تعمل المبادرة على تمكين الطلاب من أن يكونوا أشخاص ومواطنين صالحين يعلمون ويدركون كيفية استخدامهم للمهارات لبناء مجتمع وتأثير أفضل.
وتوجه أول للمسابقة هو البحث حول قيم أساسية التي أكدت على الروح الرياضية الودية ، إحترام المساهمات الآخرين ، العمل الجماعي ، التعلم ، والمشاركة المجتمعية , وهي جزء من التزام المبادرة بتعزيز ثقافة المساواة ، التنوع والشمول وتنميتها والحفاظ عليها .
وأيضًا هناك قيم جوهرية تعززها المبادرة :
* استكشاف المهارات الأفكار الجديدة
* الإبتكار لحل المشاكل عن طريق إستخدام الإبداع والمثابرة
* والتأثير ، يطبق المشاركون ما يتعلمونه في المسابقة في حياتهم الواقعية
* تضمينًا للاختلافات، تحترم المبادرة والمشاركون جميع الإختلافات وتتقبلها
* والأهم هو العمل بروح الفريق لأنه بحسب المبادرة فالعمل الجماعي يعزز القوى ويجعلنا أقوى
* وفي النهاية تكون المبادرة مبادرة ممتعة تعليمية يستمتع فيها المبادرون والمشاركين